# Arquer de Goscons
Los Arquer occitanos son un linaje de “faidits”, nobles represaliados durante la cruzada albigense, que durante gran parte del siglo XII crearon un corredor para evacuar a los afectos a dicha causa hacia las tierras de la Corona de Aragón, según se desprende de la obra de Adroer y Catalá. “Catars i Catarisme a Catalunya “.

## Historia
Como vasallos del conde de Tolosa, los Arquer son feudatarios así mismo de los Condes de Barcelona. Por lo cual tras perder sus derechos jurisdiccionales sobre sus propiedades sitas en “Corbières” y “Conflent”, recurrieron según el Dr Ventura al amparo del Conde de Ampurias primero y a la Casa de Barcelona después. Afincándose, según la documentación hallada, en el tercer cuarto del siglo XIII, en Santa Maria de Palautordera. Pueblo muy cercano al de Llinars del Valles, donde el Dr Monreal y Tejada en la década de 1970, en sus excavaciones en la fortaleza de Castellvell ya encontró vestigios vinculados al catarismo.
Posteriormente, remitiéndonos a los textos del historiador local Pons i Guri, el descendiente de estos “faidits” Pedro de Arquer casa con Brunissenda de Goscons, señora de la Quadra de Goscons y de Sacreu, términos ambos pertenecientes al municipio de Arenys de Munt.
Así pues, tal y como describe en sus tratados de arqueología e historia el Dr Forn i Salvá, en la força (casa fuerte) de Goscons, hoy llamada Can Arquer de Goscons, existía un hipogeo dedicado a antiguos cultos mitriaticos, que a finales del siglo XIII es utilizado para albergar reuniones clandestinas de tipo herético. Concretamente de liturgia catara por los signos que han quedado grabados en sus paredes, aun hoy reconocibles. 
A partir de mediados del siglo XIV, deja de haber constancia de prácticas heréticas en la zona del Maresme, y se da por extinguido según el Dr. Forn i Salvà el movimiento cátaro en la Corona de Aragón. Así mismo se pierden las otras dos ramas de los Arquer, que huyendo del Languedoc, acaban refugiándose una en Cerdeña y otra en Mallorca, por lo que trasciende de la documentación del erudito genealogista Garcia Carraffa.
El asentamiento de la rama primogénita en el valle de Goscons, asumiendo la titularidad de la Quadra del mismo nombre, crea finalmente una estirpe diferenciada que pasará a llamarse “Arquer de Goscons”, dando este nuevo nombre tanto a la casa como a la hacienda, tal y como se confirma en los fondos depositados en el Archivo Nacional de Cataluña.
El relevante genealogista Armand de Fluvia en su “Nobiliario Catalán” hace también referencia a este linaje como perteneciente aun en la actualidad al Real Cuerpo de la Nobleza de Cataluña. 
Respecto al solar inmemorial de los Goscons, se sabe concretamente que la força fue destruida casi por completo durante la “guerra del francés” como represalia contra el general Milans del Bosch descendiente de esta casa.
La casa Arquer de Goscons ha sido cuan de una prolífica saga familiar vinculada estrechamente a la historia del Principado, dando escritores, gobernadores, navieros, teólogos, generales, notarios, compositores, industriales, pintores, consellers de Barcelona, dirigentes de grandes instituciones como “La Caixa” o el “Cercle del Liceu”, eclesiásticos… incluso el primer lama español de la historia.